# Pastel de taro
El pastel de taro es un plato chino hecho con malanga (taro). Aunque tiene una textura más densa que la del pastel de rábano, ambas tartas saladas se hacen de forma parecida, con harina de arroz como principal ingrediente. Cuando se sirve en la cocina dim sum, se corta en trozos cuadrados y se fríe en sartén antes de servirse. Está presente en Hong Kong y los restaurantes de los barrios chinos del extranjero. Otros ingredientes frecuentes son el cerdo y el champiñón negro chino o incluso la salchicha china. Suele cubrirse con cebolleta picada.

## Variedades

### Dim sum
El trozo cuadrado de tarta de taro frito es semicrujiente por fuera y medio blando por dentro. También es la versión más consistente con más o menos la misma receta en el este y sureste asiático, o entre las comunidades chinas extranjeras.

### Estilo casero regional
La otra versión es la más casera horneada. Suele usar los mismos ingredientes y se cuece al vapor durante largos periodos de tiempo en sartén hasta quedar muy blando y pastoso. La receta cambia mucho según la receta familiar y los gustos regionales.

### Pastel detarocongelado
Algunos restaurantes ofrecen pasteles de taro cortado en cubos pequeños como parte del aperitivo de un plato principal. A veces se congelan para hacerlos más sólidos. Esta versión es mucho menos común que las demás.

## En otras culturas
Un plato parecido se prepara en la gastronomía de Vietnam, donde se llama bánh khoai môn.